# 徳島県企業局
徳島県企業局（とくしまけんきぎょうきょく）は、徳島県の地方公営企業である。徳島県において、電気事業、工業用水道事業、土地造成事業及び駐車場事業を行っている。

## 事業

### 電気事業
- 坂州発電所
- 日野谷発電所
- 川口発電所
- 勝浦発電所

### 工業用水道事業
- 吉野川北岸工業用水道
- 阿南工業用水道

### 土地造成事業
- 徳島西部地区工業用地
- 鴨島中央工業団地
- 土成工業団地
- 辰巳工業団地
- 西長峰工業団地

### 駐車場事業
- 藍場町地下駐車場
- 松茂駐車場